# Линейни кораби тип „Дюнкерк“
Дюнкерк (на френски: Dunkerque) са серия френски линейни кораби от времето на Втората световна война. Всичко от проекта са построени два кораба: „Дюнкерк“ (на френски: Dunkerque) и „Страсбург“ (на френски: Strasbourg).
Корабите от този тип, построени през 1930-те години, са първите бързоходни линкори. „Дюнкерк“, проектирани за борба с немските „джобни линкори“ от типа „Дойчланд“, се строят в условията на ограниченията наложени от Вашингтонското съглашение и жестока икономия на средства. Във връзка с това стандартната водоизместимост на „Дюнкерк“ е 26 500 т, което е по-малко от лимита 35 000 дълги тона, постановен от Вашингтонския договор. Особеност при „Дюнкерк“ е оригиналното разположение на артилерията на главния калибър – осемте 330-мм оръдия са разположени в две четириоръдейни кули, поставени на носа.
След заявлението на Италия за строителството на линкорите от типа „Литорио“ със стандартна водоизместимост от 35 000 т, парламента на Франция отделя средства за строителството и на втория линкор – „Страсбург“. Бронирането на „Страсбург“ е усилено, за да противостои на по-мощните оръдия на новите италиански линкори.
С началото на Втората световна война „Дюнкерк“ и „Страсбург“ заедно с корабите на британския Кралски флот охраняват морските пътища в Атлантика от немските рейдери. След капитулацията на Франция линкорите се намират в Мерс ел-Кебир. Британците се опасяват, че новите френски кораби могат да се окажат в ръцете на нацистка Германия или Италия, което би променило баланса на силите на Средиземно море. Към Мерс ел-Кебир е изпратена силна британска ескадра с ултиматум. Опитът да се принудят французите да отидат в контролирани от съюзниците пристанища или да потопят корабите е неуспешен и британците откриват огън по намиращите се в порта кораби на Френския флот. „Страсбург“ пробива блокадата и достига Тулон. „Дюнкерк“ не успява да се промъкне, повреден е от артилерийски огън и засяда на грунта, но след ремонт също е преведен в Тулон. Там през ноември 1942 г. двата линкора са потопени от екипажите си, за да се избегне пленяването им от немците.
Специалистите оценяват линкорите от типа „Дюнкерк“ доста нееднозначно. Тези кораби добре изглеждат на фона на линкорите от времето на Първата световна война, но в сравнение с по-късните бързоходни линкори, такива като „Литорио“, „Бисмарк“ и „Айова“, линкорите от типа „Дюнкерк“ са с прекалено малък калибър на оръдията и слабо брониране. Някои специалисти отбелязват, че благодарение на високата си скорост и сравнително мощното въоръжение, според концепцията те по-скоро трябва да бъдат отнасяни към класа на линейните крайцери.

## История на създаването
|  |

В края на XIX и началото на XX век френският флот е вторият по сила след британския, обаче Франция не съумява да удържи тази позиция и влиза във второто десетилетие на XX век с недостатъчен брой съвременни кораби. Френският флот по онова време няма линейни крайцери, отсъстват бързоходни леки крайцери. Построените дредноути от типа „Курбе“, въоръжени с дванадесет 305-мм оръдия, значително отстъпват на супердредноутите на Великобритания, САЩ и Япония, които имат оръдия с калибър 343 – 381 мм. През 1912 г. е приет новият „Морски закон“, съгласно който флота на Франция към 1922 г. трябва да се състои от 28 дредноута и линейни крайцера, обаче този план не е осъществен. По време на световната война френският флот получава три линкора от типа „Бретан“ с десет 340-мм оръдия. Строителството на линкорите от типа „Нормандия“, с дванадесет 340-мм оръдия в четириоръдейни кули е спряно, тъй като всички сили са насочени към нуждите на сухопътния фронт. Планираните линейни крайцери даже не са заложени. Войната отслабва икономиката на Франция, за това недостроените корпуси на линкорите от типа „Нормандия“ са предадени за скрап. Изключение е направено само за корпуса на линкора „Беарн“, който е достроен като самолетоносач.
На Вашингтонската конференция от 1921 – 1922 г. за ограничаване на морските въоръжения е приет лимит за стандартна водоизместимост за новите линкори от 35 000 английски (дълги) тона (35 560 т). Съгласно договора линейният флот на Франция е приравнен към този на флота на Италия и неговата сумарна водоизместимост се ограничава на 175 000 английски тона (177 800 т). За всяка страна е съставен график за строителството на нови кораби за замяна на старите. Договорният лимит от 175 000 д. тона за Франция започва да действа след замяната на всички стари кораби, през 1936 г. Докато за другите страни до 1930 г. има „линкорна ваканция“ и нови линкори не се строят, Франция има възможност да заложи в периода 1927 и 1929 г. линкори. Техният брой не е ограничен, достатъчно е водоизместимостта на всеки поотделно да не надхвърля 35 000 т, и Франция има възможността да избира тази квота така, както сметне за необходимо.
През 1924 г. Франция започва подготовката на нова корабостроителна програма. Флотът трябва да получи дълговременна програма за отделяне на парични средства за строителството на кораби – „Морски меморандум“, съгласно който всяка година трябва да се строят кораби със сумарна водоизместимост от 40 000 т. „Меморандумът“ не е приет от парламента, който желае да има възможността ежегодно да утвърждава строителството на нови кораби. Фактически в края на 1920 г. и в началото на 1930 година ежегодно построените кораби средно съставят около 33 000 т. Първоначално усилията са съсредоточени към строителството на крайцери и разрушители.
През 1926 г. началникът на френския щаб адмирал Анри Сален (на френски: Henri Salaun) издава задание към техническата служба по корабостроене за разработката на капитален кораб със стандартна водоизместимост 17 500 дълги тона. Основната задача на новия линкор трябва да бъде борбата с „вашингтонските“ крайцери. Тъй като строящите се италиански крайцери трябва да развиват висока скорост, в техническото задание за линкора се уточнява неговата 35-възлова скорост. Схема за този проект не е съхранена. За основен начин на бой се смята преследването на по-слабо въоръжения противник, за това осемте 305-мм оръдия трябва да бъдат разположени в четириоръдейни кули, разположени в носовия край. За достигането на 35 възела скорост при зададената водоизместимост е необходима енергетична установка с мощност 180 000 к.с., за което се предполага да се използват не 8 котела, както е на тежките крайцери от типа „Дюкен“, а 12. Бронирането на линкора е разчетено за противодействие на 203-мм снаряди. Съгласно разчетите броневият пояс трябва да има дебелина 150 – 180 мм, бронирането на палубите трябва да съставлява около 75 мм. „Черешката“ на проекта трябва да бъдат новите 55-калибрени 305-мм оръдия. Техните установки трябва да осигуряват ъгъл на възвишение от 45° и максимална далечина на стрелбата от 43 000 м при начална скорост на снаряда 965 м/с.
В рамките на разрешените за строителство през 1927 и 1929 г. 70 000 тона е възможно да бъдат заложени четири кораба: два през 1927 г., а другите два през 1929 г. Корабите трябва да бъдат достроени в периода 1930 – 1931 и 1931 – 1932 г. съответно. Според концепцията и характеристиките си тези кораби са сходни с линейните крайцери от типа „Инвинсибъл“ на британския адмирал Фишър и са подложени на подобна критика. Френските кораби трябва добре да се проявяват в борбата с „вашингтонските“ крайцери, обаче всеки противник с оръдия с калибър над 203 мм вече е смъртоносно опасен за тях. След залагането в Германия на „джобния линкор“ с оръдия калибър 283 мм вече има нова неизвестна в уравнението. Освен това новите кораби не могат да бъдат поставени „в линията“ за бой с линкорите на противника. При това техният строеж изяжда „линкорната квота“ на Франция, а в случай на залагането в Италия на нови пълноценни линкори французите няма да има с какво да отговорят на това. За това генералният съвет на флота през декември 1927 г. отклонява този проект и препоръчва занапред да се разработват проекти за пълноценни линкори с оглед строителството на кораби с еднородна водоизместимост, напълно използващи отредените им 175 000 дълги тона, – т.е. пет кораба с водоизместимост по 35 000 д. тона, или шест от 29 160 д. тона, или седем – с водоизместимост по 25 000 д. тона.
|  |

През 1928 г., в съответствие с препоръките на генералния съвет на началник-щаба на ВМС, адмирал Виолет издава задание за разработката на проект за кораб със стандартна водоизместимост 29 600 т (29 135 д. тона) и скорост на хода 27 възела. Подробностите за този стадий на проектиране не са много известни. В архивите са съхранени няколко версии за проекта на т.нар. 37 000-тонен линеен крайцер (на френски: croiseur de bataille). За разлика от предходния етап, тук е регламентирана не стандартната, а нормалната водоизместимост. При нормална водоизместимост от 37 000 тона стандартната водоизместимост трябва да бъде 32 000 – 33 000 дълги тона, което е междината на предложението на съвета по корабите от 29 160 и 35 000 дълги тона.
Най-ранният вариант за проект на 37 000-тонен кораб е линкор със скорост на хода 33 възела и въоръжение от 305-мм оръдия. Главният калибър е разположен в три четириоръдейни кули – две на носа и една на кърмата. За осигуряване на възможността за водене на разузнаване в открито море корабът трябва да носи четири тежки хидросамолета; обширният хангар за които е разположен в задната част на носовата надстройка. Отстрани на втория комин има два авиационни катапулта. Дванадесетте 130-мм оръдия също са разположени в четириоръдейни кули – една на кърмовата надстройка и две в носовата част, острани на втората кула на главния калибър. Зенитното въоръжение трябва да бъде осем 90-мм едностволни установки 90-mm MLe 1926 HA. Те се допълват от дванадесет едностволни 37-мм оръдия 37 mm MLe 1925. От двете страни на хангара в ниши са разположени двата тритръбни торпедни апарата с калибър 550 мм.
| Еволюцията в схемата на защита на френските линкори | Еволюцията в схемата на защита на френските линкори                                                                                    | Еволюцията в схемата на защита на френските линкори |
| --------------------------------------------------- | --- | --------------------------------------------------- |
|                                                     | |                                                     |
| Сечение по мидъла на линкор от типа „Норманди“      | Етап на ескизното проектиране на линкора „Дюнкерк“. Мидълово сечение на проекта за 33-възлов линеен крайцер с водоизместимост 37 000 т | Сечение по мидъла на линкора „Дюнкерк“              |

Енергетичната установка трябва да бъде с мощност от 180 000 к.с. Бронирането е направено по „американската схема“ – с добре бронирана цитадела и небронирани краища. Главният пояс с дебелина 280 мм по височина заема две междупалубни пространства. Отгоре дебелината намалява до 220 мм. Подводната част на пояса също е с по-малка дебелина. Главната бронирана палуба с дебелина 75 мм, поставена на подложка от 15-мм стомана, върви по 220-мм горен ръб на пояса. Под нея е разположена противоосколъчна палуба с бронирани скосове, спускащи се към долния ръб на пояса. Хоризонталната част на палубата има дебелина 25 мм, скосовете – 40 мм върху 25-мм стоманена подложка. Противоторпедната преграда има дебелина 50 мм.
През юли 1928 г. е разработен вариант с шест 406-мм оръдия. Те са разположени на същите места, както и 305-мм кули на предходния вариант. Броят на 130-мм оръдия нараства до 12. По две четириоръдейни кули има по бордовете зад втората и третата кули на главния калибър. Съхранени са малко подробности за този проект, известно е само, че корабът трябва да има силова установка с мощност 2/3 от 33-възловия вариант и скорост от 27 възела. При по-късия корпус това дава възможност да се увеличи масата на бронята, за това най-вероятно дебелината на вертикалното и хоризонталното брониране е увеличена.
В крайна сметка тези проекти не са реализирани. Първо, във Франция са силно ограничени производствените мощности. Единственият държавен строителен док Салу № 4 в Брест може да строи кораби с максимална дължина около 200 м. По-рано строилата линкори частна корабостроителница с док Penhoet в Сен Назер е заета с частни поръчки. Изчислено е, че за строителството на корабите с дължина 245 – 250 м са необходими капиталовложения в производствени мощности, равни по стойност на строителството на два линкора. Второ, изтощената от Първата световна война Франция с труд отделя от бюджета средства за обширната програма за строителство на леки сили, поръчвайки ежегодно през двадесетте години един крайцер, шест контраминоносеца и шест подводници. Стойността на един 35 000-тонен линкор е еквивалентна на стойността на четири крайцера. Флотът не иска да се отказва от строителството на крайцери, за това строителството на линкор може да започне не по-рано от завършването на построяването на крайцерите – т.е. след 1931 г. Трето, има политически пречки за строителството на линкорите. След световната война в Европа преобладават пацифистките настроения и Франция е активен участник в преговорите по разоръжаване. Италия също няма голямо желание да строи нови линкори. В тази ситуация построяването на новите мощни капитални кораби би била не на място и явно ще предизвика ново разпалване на гонката във въоръженията.
| Ескизни проекти от периода 1926 – 1931 г. | Ескизни проекти от периода 1926 – 1931 г. | Ескизни проекти от периода 1926 – 1931 г. | Ескизни проекти от периода 1926 – 1931 г. | Ескизни проекти от периода 1926 – 1931 г. | Ескизни проекти от периода 1926 – 1931 г. |
|                                           | 17 500-т проект                           | 37 000-т проект тип А                     | 37 000-т проект тип Б                     | 23 333-т проект                           | 26 500-т проект                           |
| ----------------------------------------- | ----------------------------------------- | ----------------------------------------- | ----------------------------------------- | ----------------------------------------- | ----------------------------------------- |
| Дата на проекта                           | 1926                                      | 1927 – 1928                               | 1928                                      | 1930                                      | 1932                                      |
| Водоизместимост                           |                                           |                                           |                                           |                                           |                                           |
| Стандартна, д. т                          | 17 500                                    | 32000 – 33000                             | 32000 – 33000                             | 23 333                                    | 26 500                                    |
| Нормална, д. т                            |                                           | 37 000                                    | 37 000                                    |                                           |                                           |
| Размери Дължина×Ширина                    | 205 × 24,5                                | 254 × 30,5                                | 235 × 31                                  | 213 × 27,5                                | 215 × 31,1                                |
| Скорост, възела                           | 35                                        | 33                                        | 27                                        | 30                                        | 29,5                                      |
| Въоръжение                                | 2 × 4 – 305-мм/55                         | 3 × 4 – 305-мм 12 × 130-мм                | 2 × 3 – 406-мм 16 × 130-мм                | 2 × 4 – 305-мм 12 × 130-мм универсални    | 2 × 4 – 330-мм 16 × 130-мм универсални    |
| Брониране, мм                             |                                           |                                           |                                           |                                           |                                           |
| пояс                                      | 150 – 180                                 | 280 – 220                                 | ?                                         | 230 – 215                                 | 250                                       |
| палуба                                    | ?                                         | 75                                        | ?                                         | 130 – 100                                 | 140 – 130                                 |

Още през 1927 г. в Женева на конференцията по ограничаването на морските въоръжения, Великобритания предлага да се строят линейни кораби само с 305-мм оръдия и водоизместимост не повече от 25 000 т. Франция и Италия не се съгласяват с тези предложения, но основните усилия на френските корабостроители са съсредоточени в разработката на именно вариант със стандартна водоизместимост от 23 333 до 25 000 т с 305-мм оръдия. През 1928 г. Германия обявява строителството на броненосците от типа „Дойчланд“, които при стандартна водоизместимост от 10 000 т и скорост на хода 27 възела имат на въоръжение 280-мм оръдия. Този проект трябва да стане един от противниците на новия френски капитален кораб. Също в качеството на противник се разглеждат и старите италиански линкори с оръдия калибър 305 мм. За това защитата на новия линкор вече се разчита за противодействие на 283-мм германски и 305-мм италиански снаряди. Проектът е представен за разглеждане през октомври 1930 г. Този вариант има въоръжение като на 17 500-тонния проект от 1926 г. – осем 55-калибрени 305-мм оръдия, разположени в две четириоръдейни кули в носовата част. Както в 37 000-т проект 130-мм оръдия са разположени в четириоръдейни кули, но вече са станали универсални. Дължината на кораба съставя 213 м при ширина от 27,5 м. Скоростта е намалена до 30 възела и вече се използват котли с паропрегреватели. Ръстът във водоизместимостта е даден за усилване на защитата. Поясът има дебелина 230 мм, палубата 100 мм над машините и 130 мм над погребите.
Италия и Франция изпадат от преговорния процес по лондонското морско съглашение от 1930 г. Независимо от това са продължени контактите на двустранно ниво. В периода януари – февруари 1931 г. при активното въздействие на Великобритания страните обсъждат последващото военноморско строителство. Базата на бъдещето съглашение трябва да бъдат подписаните на 1 март 1931 г. „Основи на договора“ (на английски: basis of agreement). В основите се говори, че Франция и Италия, в рамките на своите права според вашингтонския договор, до 31 декември 1936 г. ще заложат по два линкора с водоизместимост 23 333 т.
В крайна сметка договорът не е подписан, но това не води до преразглеждането на изискванията към новите линкори. Отчитайки „основите на договора“ на 4 май 1931 г. кабинетът на министрите одобрява проект за нов линкор с водоизместимост от 23 333 т и въоръжение от осем 305-мм оръдия. Проектът влиза за разглеждане от парламента, където е подложен на критика за прекалено малката водоизместимост. От друга страна, парламентаристите не разбират, защо за противодействие на 10 000-тонните немски кораби е нужно да се строят кораби с два и половина пъти по-голяма водоизместимост и защо правителството не иска да дочака насрочената за 1932 г. нова конференция по разоръжаване. В резултат на двумесечни бурни дебати, на 10 юли 1931 г., парламентът санкционира отделянето на средства за следващия стадий по проектирането на новия линкор, с условието да разгледа неговите характеристики и впоследствие те да се утвърдят от парламента преди издаването на поръчката за строителство.
Началникът на генералния щаб поставя на техническия отдел задачата да проведе следващия стадий работи по проекта за линкор с водоизместимост 23 333 – 28 000 т. Техническият отдел пристъпва към работата над проекта изходя от следните характеристики:
- водоизместимост 25 000 тона;
- главен калибър от осем 330-мм оръдия в две четириоръдейни кули, разположени на носа;
- брониране на борда, което да противостои на 280-мм снаряди;
- брониране на палубите трябва да издържа взрив на 500-кг авиационна бомба, пусната от 3000-метрова височина;
- противоторпедната защита трябва да издържа на взрив на торпедо с 300-кг заряд на 3,5 м под водолинията[18][21][22].

При опита да се удовлетворят тези изисквания става ясно, че стандартната водоизместимост нараства до 26 000 т. След по-детайлни разчети тя се увеличава до 26 500 т. Проектът е окончателно утвърден в началото на 1932 г., а на 27 април 1932 г. техническият отдел утвърждава окончателните характеристики на проекта. По сравнение с проекта за 23 333-т линкор вместо оръдия 305-мм/55 се поставят 330-мм/52, дължината нараства с 2 метра, а ширината с 2,5 м. Поясът се увеличава от 230 до 250 мм, броневата палуба от 100 – 130 мм нараства до 130 – 140 мм; добавена е долна противоосколочна 45-мм палуба. В допълнение на трите четириоръдейни 130-мм установки линкорът получава две бордови 130-мм сдвоени със защита само от противоосколъчни екрани, осем 37-мм двуцевки в двуоръдейни установки образец 1933 г. и 32 13,2-мм картечници Хочкис в четиристволни установки. Скоростта пада до 29,5 възела.
Поясът на новия линкор дава защита не само срещу 280-мм немски снаряди, но и от 305-мм снаряди на старите италиански линкори. За това той може да се използва не само в Северния Атлантик против немските „джобни“ линкори, но и в Средиземно море. Новият линкор там може да играе ролята на „бързоходно крило“ в съединение с „тежките“ линкори от типа „Бретан“. Средствата за строителството на новия линкор са заложени в бюджета за 1932 г., утвърден от парламента на 31 март 1932 г. Франция отбелязва, че започва строителството на линкор с водоизместимост и калибър на оръдията под разрешените с Вашингтонския договор лимити, и се надява, че нейният пример ще бъде последван и от другите страни.
| Окончателни характеристики на проекта „Дюнкерк“ | Окончателни характеристики на проекта „Дюнкерк“                                             |
| Характеристика                                  | Стойност                                                                                    |
| ----------------------------------------------- | ------------------------------------------------------------------------------------------- |
| Водоизместимост стандартна/пълна, т             | 26 925 / 36 270                                                                             |
| Дължина×ширина×газене, м                        | 209,1 × 31,08 × 9,63                                                                        |
| Въоръжение                                      | 8 × 330-мм/52 (2 × 4) 16 × 130-мм/45 (3 × 4 и 2 × 2) 8 × 37-мм (4 × 2) 32 × 13,2-мм (8 × 4) |
| Мощност към валовете, к.с.                      | 103 860                                                                                     |
| Скорост, възела                                 | 29,5                                                                                        |
| Брониране, мм                                   | пояс – 250 горна палуба – 130                                                               |

„Дюнкерк“ е поръчан на арсенала на Брест на 26 октомври 1932 г. Флотът се стреми да поръча втория кораб колкото се може по-бързо, поради това че към края на 1932 г. става известно за залагането на втория и третия кораб от типа „Дойчланд“. Залагането е планирано в рамките на бюджета за 1934 г. Но на 26 май 1932 г. става известно за плановете на Италия да заложи двата линейни кораба от типа „Литорио“ с водоизместимост 35 000 тона. Франция разглежда варианта вместо планирания втори кораб от типа „Дюнкерк“ да построи 35 000-тонен линкор. Но поради времето за разработка на нови чертежи и оръдия задръжката за неговото влизане в строй би съставила от 15 до 18 месеца. За това на 25 юни 1934 г. Върховният съвет решава да не сменя плановете си и да се строи и вторият кораб по проекта на „Дюнкерк“, с незначителна преработка на проекта с цел усилването на вертикалната защита. Линкорът „Страсбург“ е поръчан на частната фирма Chantiers de l’Atlantique в Сен Назер на 16 юли 1934 г.

## Конструкция

### Корпус и надстройка
|  |

За разлика от линкорите от Първата световна война при проектирането на новите си линкори френските корабостроители подхождат по-щателно. Заради достигането на висока скорост е избрано относително голямо удължаване на корпуса, а за повишаване на мореходността и здравината на корпуса е увеличена височината на борда. За формиране на обводите на корпуса широко се използват изпитания на модели в басейн и сложни математически разчети, позволяващи на конструкторите да определят оптималното съчетание на формите и относителните размери на подводната част на корпуса от гледна точка получаването на максимална скорост при минимална мощност на двигателите. За намаляването на хидродинамичното съпротивление в носовата подводна част на „Дюнкерк“ е използван бълб. Електрозаваряването се използва не само на второстепенните места, но и при елементите на надлъжния набор, противоторпедната и напречните прегради. Използването на електрозаваряване позволява да се ускори строителството и да се икономиса тегло.
Системата на набор на корпуса е комбинирана, напречно-надлъжна. Напречният набор се използва в конструкцията на броневите палуби, а бордовата обшивка е изпълнена по напречно-надлъжната схема. Главната носеща палуба, двойното дъно и другите части на корпуса имат надлъжен набор. В подводната част между шпангоутите са поставени неголеми надлъжни греди, служещи за противодействие на взривове.
Външно корпусът на „Дюнкерк“ също силно се различава от предходните френски кораби с техния тъп форщевен, дълъг полубак и хоризонтални палуби. На новия линкор се появява доста видим подем на горната палуба към носа и спардека. Форщевенът получава изящен наклон напред – т.нар. „клиперен нос“.
При проектното газене диапазонът на устойчивост съставя 64,33°, запасът плаваемост е 28 160 т, а метацентричната височина при нормална водоизместимост от 30 750 т се равнява на 2,62 м.
| Основни характеристики при влизането в строй | Основни характеристики при влизането в строй | Основни характеристики при влизането в строй |
|                                              | „Дюнкерк“                                    | „Страсбург“                                  |
| Водоизместимост                              | Водоизместимост                              | Водоизместимост                              |
| -------------------------------------------- | -------------------------------------------- | -------------------------------------------- |
| Стандартна, дълги тона                       | 26 500                                       | 27 300                                       |
| Нормална, д. т                               | 30 750                                       | 31 570                                       |
| Пълна, д. т                                  | 35 500                                       | 36 380                                       |
| Размери, м                                   |                                              |                                              |
| Дължина между перпендикулярите               | 209                                          | 209                                          |
| Максимална дължина                           | 215,14                                       | 215,5                                        |
| Ширина                                       | 31,1                                         | 31,1                                         |
| Газене нормално                              | 8,57                                         | 8,73                                         |
| Газене пълно                                 | 9,71                                         | 9,89                                         |

Характерното отличие на тези кораби е високата кулоподобна носова надстройка. На нейния връх са поставени три директора за управление на артилерията, които независимо се въртят около централната ос. На покрива на горния зенитен директор е поставен неголям флагщок. Личният състав се доставя с асансьор към високо разположените бойни постове, разположен вътре в надстройката. Кърмовата надстройка е значително по-малка, само с два директора, неголяма рубка и гротмачта.
На носа са разположени три 9-тонни котви. Звената на веригите им имат дебелина 82 мм. На кърмата се разполага 3-тонна спомагателна котва. Звената на нейната верига имат дебелина 48 мм. Също така има две резервни котви по 1,5 тона.
| Разпределение на теглата        | Разпределение на теглата | Разпределение на теглата | Разпределение на теглата | Разпределение на теглата |
|                                 | „Дюнкерк“                | „Дюнкерк“                | „Страсбург“              | „Страсбург“              |
|                                 | тона                     | %                        | тона                     | %                        |
| ------------------------------- | ------------------------ | ------------------------ | ------------------------ | ------------------------ |
| Корпус                          | 7011                     | 22,80                    | 7040                     | 22,30                    |
| Оборудване и арматура           | 2767                     | 9,00                     | 2809                     | 8,90                     |
| Въоръжение                      | 4858                     | 15,80                    | 4858                     | 15,39                    |
| Брониране                       |                          |                          |                          |                          |
| Корпус                          | 8364                     | 27,20                    | 8904                     | 28,20                    |
| Кули                            | 2676                     | 8,70                     | 2885                     | 9,14                     |
| Машини                          | 2214                     | 7,20                     | 2214                     | 7,01                     |
| Нефт (3/4 пълно)                | 2860                     | 9,30                     | 2860                     | 9,06                     |
| Всичко нормална водоизместимост | 30 750                   | 100,00                   | 31 570                   | 100,00                   |

На „Дюнкерк“, като флагмански кораб, са разположени четири 11-метрови, два 10,8-метрови и два 9-метрови моторни катера, два 11-метрови моторни баркаса, две 13-метровилодки и един 13-метров полубаркас, два 7-метрови велбота, едно 5-метрово динги и два 13,5-метрови спасителни сала. Разположените върху палубата на спардека отстрани на носовата надстройка големи лодки са върху малки колички, с помощта на които се преместват по релси към двете големи товарни стрели за спускането и изваждането на лодките. Останалите лодки са зад носовата надстройка, с палубата нагоре от спардека. Отстрани на комина, на шлюпбалките на спардека висят два неголеми оборотни велбота.
На „Дюнкерк“ има седем бойни прожектора – три на нивото на сигналния мостик на носовата надстройка и четири около комина. На „Страсбург“ те са с един по-малко – два на площадки преди носовата надстройка малко под сигналния мостик и още четири около комина.
Корабите се управляват от един полубалансирен рул с голяма площ. За преместването му (при завъртане) се използват два двигателя. Единият изпълнява функцията на резервен. Всеки от двигателите, на теория, сам осигурява завъртането на руля до максималния ъгъл от 32°. Фактически при преместване на руля с ъгъл по-голям от 25° той започва да се заклинва. Преместването на руля на ъгъл 25° отнема 20 секунди. Всеки от двигателите може да се управлява от централната и резервната бойни рубки, втората кула на главния калибър и от рулевия отсек. Поставян е и трети, авариен двигател, с помощта на който е възможно да се завърти руля на ъгъл до 15° за 1 минута. Съществува и възможност и за ръчно завъртане на руля. 24 души за 3 минути могат да го завъртят на ъгъл до 15°. За това този режим се използва при скорости не по-големи от 19 възела.
| Състав на радиооборудването | Състав на радиооборудването | Състав на радиооборудването | Състав на радиооборудването | Състав на радиооборудването |
| Оборудване                  | Количество                  | Мощност, Вт                 | Радиус на действие, мили    |                             |
| --------------------------- | --------------------------- | --------------------------- | --------------------------- | --------------------------- |
| Средновълнова радиостанция  | 1                           | 6000                        | 1000                        |                             |
| Средновълнова радиостанция  | 1                           | 2000                        | 200                         |                             |
| Средновълнова радиостанция  | 1                           | 600                         | 300                         |                             |
| Късовълнова радиостанция    | 2                           | 75                          | 300                         |                             |
| Късовълнова радиостанция    | 1                           | 2500                        | 2000                        |                             |
| Късовълнова радиостанция    | 1                           | 500                         | 1000                        |                             |
| Авариен предавател          | 1                           |                             | 100                         |                             |

### Брониране
|  |

Хоризонталното брониране е разчетено да противостои на 280-мм снаряди на немските „джобни линкори“. То е изпълнено на принципа „всичко или нищо“. При проектирането на схемата за брониране френските корабостроители използват концепцията за зоната на неуязвимост. За 280-мм немски снаряд са разчетени две дистанции. При увеличаването на далечината на стрелба скоростта на снаряда пада, той попада в борда не под прав ъгъл, затова, започвайки от някаква дистанция, той вече не може да пробие бордовата броня. Това е първата дистанция. При последващото увеличаване на дистанцията расте ъгълът на падане на снарядите върху палубата, и те започват да я пробиват. Това е втората дистанция. Теоретически, маневрирайки в пределите на тези две дистанции, корабът е неуязвим за огъня на противника, за това и тази зона се нарича зона на неуязвимост. Против 280-мм немски снаряди с начална скорост от 855 м/с зоната на неуязвимост за „Дюнкерк“ съставлява от 16 000 до 28 300 м, при курсов ъгъл на целта 90°. „Страсбург“ има по-голяма дебелина на бронята, за това неговата зона на неуязвимост е значително по-голяма – от 12 900 до 28 400 м.
След щателни изследвания вместо вертикален е решено да се използва наклонен брониран пояс – такова разположение на броневите плочи увеличава дебелината на бронята, която трябва да пробие снаряда. 126-метровият наклонен вътрешен пояс върви от шпангоут 41,60 до 167,35 и се затваря от двете броневи палуби, долната от която е карапасна, образувайки „бронирана кутия“. Поясът на „Дюнкерк“ е направен от 225-мм броня „клас A“ и е поставен с наклон навън, равен на 11,30°. „Страсбург“ е защитен с пояс с по-голяма дебелина – 283 мм с наклон от 11,50°. Поясът е направен от плочи с дължина около 5,75 м и ширина от 2,4 до 3,6 м. С тикова подложка с дебелина от 60 мм той се закачва за 16-мм подложка от стомана със специална закалка STS (на английски: Special Treatment Steel). На 2,1 м от водолинията поясът започва да изтънява до 125 мм (141 мм при „Страсбург“). Плочите броня са закрепени за обшивката с помощта на няколко реда броневи болтове с диаметър 60 мм. Долният ред болтове, на мястото на изтъняването на бронята, имат диаметър 45 мм. Поясът по вертикала има височина 5,64 м и при проектната водоизместимост стои над водолинията на 3,42 м.
Според замисъла на конструкторите отсекът между броневия пояс и незащитения борд е запълнен с водоотблъскващия материал „ébonite mousse“, който след попадение на снаряд трябва да се раздува и избутва водата. На практика тази система за защита така и не е проверена, за това нейната ефективност си остава под въпрос.
Корабите имат три броневи траверси – на краищата на цитаделата и на кърмата зад рулевия механизъм. Носовата траверса по шпангоут 41,60 е разположен на 18-мм подложка от стомана STS. Там, където траверса защитава от напречния огън, – между противоторпедните прегради – неговата дебелина съставлява 210 мм (при „Страсбург“ – 228 мм). От външната страна на противоторпедните прегради, там, където се намира спомагателната защита на главния бронепояс, дебелината на траверса съставлява 130 мм. Двуслойните плочи на носовия траверс вървят от главната бронева палуба до тройното дъно, защитавайки носовите погреби за главния калибър. Долната бронева палуба продължава към кърмата за защита на рулевите машини и погребите на спомагателния калибър, за това кърмовата траверса на цитаделата по шпангоут 167,35 се състои от горна и долна части. Горната част е направена от 180-мм (210-мм при „Страсбург“) броня „клас A“ върху 18-мм подложка от STS. Частта на траверса под долната бронева палуба има дебелина 80 мм и на двата кораба. Кърмовата траверса, от броня „клас A“, по шпангоут 7 защитава руля, имайки дебелина 100 мм и е поставен на 50-мм подложка от STS (при „Страсбург“ тя е направена от цяла 150-мм плоча броня „клас A“).
За противоосколъчна защита са разположени прегради от 18-мм STS отстрани на помещенията за дизел-генераторите, между 330-мм погреби и пред рулевото устройство. Като цяло противоосколъчната защита е доста слаба. Димоходите на котлите на височината на междупалубното пространство над главната бронева палуба се защитават от 20-мм броня, а отворите в палубата за преминаването на дима и газовете се прикриват от бронирани решетки. Плочи от 20-мм STS се използват за главните надлъжни прегради и при някои напречни, между бронепалубите. Носовата част от надстройката, за защита от въздействието на дулните газове при стрелбата на 330-мм оръдия, е обшита със 111-мм плочи от STS.
Защитата от бомби се осигурява чрез две броневи палуби. Горната главна плоска палуба е направена от броня „клас B“, като има дебелина 115 мм над механизмите от шпангоута и 125 мм над погребите и е разположена на 15-мм подложка от стомана марка STS. Долната палуба, между противоторпедните прегради, е поставена хоризонтално на височина от 1,1 м над водолинията, а от преградите към главния бронепояс върви със скос под ъгъл 54° към хоризонталата. Плоската ѝ част е с 40-мм дебелина, скосовете – с дебелина 50 мм. В носовия край броневата палуба липсва. За защитата на рулевия механизъм долната бронепалуба продължава към кърмата и има 100-мм дебелина със скосове над валовете. Над рулевото устройство е добавена още една 50-мм плоча от стомана марка STS. При „Страсбург“ в този район се използва цяла броня с дебелина 150 мм. Наличието на броневите скосове частично компенсира липсата на това място на поясна броня.
Челните плочи на кулите на главния калибър имат дебелина 330 мм (при „Страсбург“ 360 мм), страните – 250 мм, тилните им части за уравновесяване имат 345-мм дебелина, покрива 150-мм (355 мм и 160 мм съответно при „Страсбург“). Вътре в кулите, разделяйки ги наполовина на две „полукули“, има надлъжна преграда.
Барбетите на кулите на главния калибър над главната бронепалуба са с дебелина 310 мм (340 мм при „Страсбург“) върху подложка от два слоя STS по 15 мм. Между бронепалубите барбетът се защитава от 50 мм STS. Барбетът излиза зад пределите на челните плочи на кулите и на това място се защитава от хоризонтална двуслойна броня – 100 + 50 мм при „Дюнкерк“ и 135 + 50 мм за „Страсбург“. Подът на кулите зад пределите на барбета се защитава от двуслойна броня 50 + 50 мм.
Кулите на спомагателната артилерия имат чело 135 мм, страни и покрив от 90 мм, тил 80 мм (90 при „Страсбург“). От 200 т маса на кулите 165 т са за бронята. Това е достатъчно спорно решение, тъй като тя е недостатъчна за защита от снаряди голям калибър, а поради голямото си тегло кулите са слабоподвижни и неефективни при стрелба против самолети.
Челото и тилът на бойната рубка са 220 мм, страните 270 мм, върху два слоя подложка по 15 мм. Покривът е 130 мм върху два слоя подложка по 10 мм. Отгоре на рубката има тераса за специалните наблюдателни постове с дебелина на стените и покрива от 150 мм. Комуникационната тръба от рубката до главната бронепалуба се състои от 160-мм броневи плочи. Комуникационната тръба, от рубката към командно-далекомерните постове, има само 30-мм дебелина.
| Брониране, мм                | Брониране, мм              | Брониране, мм              |
|                              | „Дюнкерк“                  | „Страсбург“                |
| Вертикално брониране         | Вертикално брониране       | Вертикално брониране       |
| ---------------------------- | -------------------------- | -------------------------- |
| Пояс                         | 225                        | 283                        |
| Носова траверса              | 210                        | 228                        |
| Кърмова траверса             | 180                        | 210                        |
| Траверс на рулевия отсек     | 150                        | 150                        |
| Хоризонтално брониране       |                            |                            |
| Бронева палуба               | 115                        | 115                        |
| Бронева палуба над погребите | 125                        | 125                        |
| Противоосколъчна палуба      | 40                         | 50                         |
| Палуба над валовете          | 100                        | 100                        |
| Палуба над рулевия отсек     | 150                        | 150                        |
| Бойна рубка                  |                            |                            |
| Чело и страни                | 270                        | 270                        |
| Тил                          | 220                        | 220                        |
| Покрив                       | 150 /130                   | 150 /130                   |
| Комуникационна тръба         | 160                        | 160                        |
| 330-мм кули                  |                            |                            |
| Чело                         | 330                        | 360                        |
| Борд                         | 250                        | 250                        |
| Тил                          | 345 (кула I) 335 (кула II) | 352 (кула I) 342 (кула II) |
| Покрив                       | 150                        | 160                        |
| Барбети над бронепалубата    | 310                        | 340                        |
| Барбети под бронепалубата    | 50                         | 50                         |
| 130-мм четирицевни установки |                            |                            |
| Чело                         | 135                        | 135                        |
| Борд                         | 90                         | 90                         |
| Тил                          | 80                         | 80                         |
| Покрив                       | 90                         | 90                         |
| Барбети                      | 120                        | 120                        |

### Противоторпедна защита
За разработването на системата за противоторпедната защита (ПТЗ) са проведени реални експерименти с модел на ПТЗ в мащаб 1:10. Изпитанията показват ефективността на набор от надлъжни отсеци, по съответния начин разделени от надлъжни и напречни прегради с редуването на празни и запълнени отсеци. Противоторпедната защита е направена срещу торпедо, плаващо на дълбочина от 3,5 м. Необходимата дълбочина на системата за подводна защита в района на мидъла трябва да съставлява поне 7 м. Впоследствие достигат до извода, че големите външни отсеци, в които трябва да се поглъща по-голямата част от енергията на взрива, следва да се запълват с мекото гумоподобно вещество, наречено „Ebonite Mousse“, представляващо плътна гумена пяна. Това вещество има масова плътност 0,07 – 0,1 г/см³, не поема морската вода даже под високо налягане и може да поглъща и част от енергията на взрива. Французите се надяват, че използването на „Ebonite Mousse“ ще намали риска от несиметрично наводняване на отсеци. Експериментите с подводни взривове, проведени през май 1934 г. в района на Лориан с модел в мащаб 1:4, като цяло потвърждават разчетите и резултатите от изпитанията на модела с мащаб 1:10.
Системата за ПТЗ на „Дюнкерк“ има максимална дълбочина 7 м на мидъла, 5,56 м при втората кула на ГК и 3,75 м при първата. В най-широкото място дълбочината на ПТЗ достига 7,5 м. При мидъла първият от борда отсек с ширина 1,5 м е запълнен с „Ebonite Mousse“. След това вървят преграда с дебелина 16 мм и празен отсек с ширина 0,9 м. След това има отсек с ширина 3,9 м, запълнен с нефт и завършващ с преграда дебела 10 мм. Нататък има празен отсек с ширина 0,7 м, завършващ с противоторпедната преграда (ПТП). Дебелината на ПТП в района на машинните и котелните отделения е 30 мм. По краищата, където дълбочината на ПТЗ е неголяма, дебелината на преградата достига 40 – 50 мм. Сумарната дебелина на надлъжните прегради съставлява от 64 до 84 мм. Почти по цялото си протежение ПТЗ се разделя от надлъжни прегради на четири отсека. Обаче в последния главен водонепроницаем отсек от броневата цитадела, в района на погребите за 130-мм оръдия, броят на преградите намалява до две.
Материалът „Ebonite Mousse“ също запълва външните отсеци по дължина на цитаделата и отсеците пред противоторпедната преграда, в района на кулите на ГК и четириоръдейните 130-мм кули. Погребите за главния и спомагателния калибър са защитени от тройно дъно, образувано от 30-мм плочи. Останалите отсеци на цитаделата имат двойно дъно с височина 1,1 м. Чуждестранните специалисти винаги достатъчно уважително се изказват за системата на противоторпедна защита във френските големи кораби, но отбелязват, че използването на водоотблъскващ материал не позволява да се използва контранаводняване на отсеците за изравняване на крена след взрив.
„Дюнкерк“ има достатъчно добри характеристики за устойчивост, съхранявайки метацентричната си височина положителна при наводняването на произволни два главни водонепроницаеми отсека.

### Въоръжение

#### Главен калибър
Главният калибър се състои от осем 330-мм оръдия модел 1931 г. с дължина на ствола 52 калибра. Те са разположени в двете носови четириоръдейни кули пред надстройката. Такова разположение на артилерията е обусловено от технически и тактически съображения. За сметка на използването на четириоръдейни кули е съществено икономисано тегло. Двуоръдейната 330-мм кула тежи 1560 т (780 т на оръдие), триоръдейната – 1940 т (647 т), а четириоръдейната – 2260 т (едва 565 т на оръдие). Използването на две четириоръдейни кули позволява да се икономисат 27,6% тегло спрямо четири двуоръдейни кули. Разполагането на кулите само на носа позволява да се намали дължината на цитаделата, което дава икономия от около 125 тона. От тактическите съображения корабите са разчетени да преследват немските рейдери, за това разполагането на цялата артилерия в носовия сектор е огромен плюс. Минус е това, че воденето на огън непосредствено по кърмата е невъзможно. За намаляване на тези последици секторите на обстрел на кулите са увеличени – 286° за ниската и 300° за високата кули.
Разпределението в двуоръдейни кули по дължината на кораба би имало преимущество в това, че те по-трудно могат да бъдат извадени от строя – при разполагането на оръдията в четириоръдейни кули с точен изстрел от строй могат да се извадят четири оръдия наведнъж. За намаляването на уязвимостта, кулите са малко разнесени по дължината на корпуса, а всяка кула е разделена с бронирана 30-мм преграда на две „полукули“, с по две оръдия във всяка. Всяка „полукула“ има отделен погреб и система за подаване на боеприпаси, а погребите на двете кули са раздалечени на 10,1 м. За разлика от болшинството линкори, снарядните и зарядните погреби са разположени на едно ниво – зарядните пред снарядните.
Кулите и оръдията са разработени и произведени от оръжейния завод в Сен Шамон (на френски: Compagnie des forges et aciéries de la marine et d'Homécourt). Цикълът на стрелба на оръдията съставлява 22 секунди. Бронебойният снаряд, с маса 560 кг и заряд 20,3 кг взривно вещество има начална скорост 870 м/с. Това му позволява да пробие вертикална броня с дебелина 342 мм на разстояние 23 000 м. Максималната далечина на стрелбата съставя 41 700 м при максималния ъгъл на подем на оръдията от 35°. Максималният ъгъл на снижаване на оръдията съставлява −5°. Затворът е система Уелин, хидропневматичен. Зареждането става в произволен ъгъл на възвишение. Оръдията в четириоръдейните кули се разполагат като две двойки в общи люлки. На теория всяко оръдие може да се вдига отделно. Обаче на практика за преместването на лявата и дясната двойки оръдия има само по един мотор, затова оръдията от дясната и лявата двойки могат да се издигат само заедно. Французите практикуват стрелба с полузалпове – докато едната двойка оръдия стреля, втората се презарежда. При това, поради сътресенията от изстрела на едната двойка оръдия в кулата, при зареждане на другата двойка при високи ъгли на зареждане, често се наблюдава заклинване на барутните заряди, за това на практика се използва зареждане при постоянен ъгъл на възвишение от 15°. Задвижването на кулите е електрическо, а максималната скорост на хоризонталното насочване съставлява 1,5°/с.
„Черешката“ на 330-мм оръдия са бронебойните снаряди OPf Mle 1935 (образец 1935 г.) с взривател с двойно действие. Снарядът при пробиването на дебела броня по-силно се забавя, за това, за да може да детонира вътре в корпуса, е нужно да се постави взривател за по-голямо време за сработване. При пробиването на неброниран корпус снарядът практически не спира и взривателя е нужно да се настройва за малко забавяне. Другите флотове използват за бронираните цели бронебойни снаряди с голямо време на задръжка на взривателя, а за небронираните цели – фугасни с малко забавяне. Французите разработват взривател, който използва барутна тръбичка за регулиране, с намиращи се в него отвори, прикривани с шайба. При среща с небронирана преграда втулка си остава на място и времето за сработване е минимално. При сблъсък с броня снарядът се забавя, и възниква силно претоварване, поради което втулката се премества и закрива повечето отвори. При това времето за сработване на взривателя се увеличава. Бронебойният френски снаряд съдържа относително голяма маса взривно вещество – 20,3 кг (3,6% от масата на снаряда). В съчетание с взривателя с двойно действие това трябва да дава добра ефективност от използването им по относително слабо бронираните „джобни линкори“, считащи се за тяхна основна цел. В боекомплекта на линкорите също влизат фугасните снаряди OEA Mle 1935 (образец 1935 г.) и бронебойните снаряди OPfK Mle 1935 (образец 1935 г.) със специална кухина за поставяне на съдове с отровни вещества. Барутният заряд от четири картуза барут SD19 има маса 192 кг.
За управление на стрелбата на оръдията на главния калибър се използват няколко далекомера. На долната въртяща се платформа на носовата надстройка е разположен командно-далекомерен пост (директор) с 12-метров далекомер. По-късно той е заменен с 14-метров. На кърмовата надстройка, на долното ниво се намира директор с 8-метров далекомер. В случай на излизане от строя на главните директори се използват далекомерите в кулите на главния калибър, които макар и с по-малка ефективност, им позволяват да водят индивидуална стрелба. Всяка кула е оборудвана с 12-метров далекомер. Данните от далекомерите постъпват в поста за управление на артилерийския огън, разположен под главната бронева палуба. Тук, под управлението на главния артилерийски офицер, 24 оператора, с помощта на приборите за централизирано насочване, обработват тези данни. С оглед текущото положение на целите, параметрите на движение на целта и собствения кораб се правят разчетите за ъглите на вертикално и хоризонтално насочване на оръдията. Тези ъгли за насочване се предават към кулите на главния калибър. Кулите имат външни силови трансмисии, позволяващи да се осъществява дистанционно вертикално и хоризонтално насочване. Но трансмисиите са с ниска точност и изискват постоянни ръчни коректировка на ъглите на насочване. За това в крайна сметка външното задвижване не се използва, и насочването по данните на централния пост се осъществява ръчно.

#### Спомагателен калибър
Спомагателната артилерия се състои от шестнадесет 130-мм оръдия модел 1932 г. с дължина на ствола 45 калибра. Тези оръдия специално са проектирани за „Дюнкерк“ и стават първите в света универсални оръдия на линкор. С цел икономия на тегло и пространство тяхното разположение е в три четириоръдейни и две двуоръдейни кули. На кърмата триъгълно са разположени трите четириоръдейни кули, а двуоръдейните кули се намират по бордовете между комина и носовата надстройка. Спомагателният калибър не може да води огън в малък сектор по носа.
Оръдията имат скорострелност от 10 до 15 изстрела в минута, което вече е недостатъчно за стрелба по самолети. Кулите имат ъгли на подем в пределите от -10° до +75°. Максималната далечина на стрелба при възвишение 45° съставя 20 870 м, досегаемостта по височина е 12 000 м. Скоростта на вертикално насочване съставлява 6 °/с. Както и при кулите на главния калибър, четириоръдейните 130-мм кули са разделени на две „полукули“, с по два ствола в една люлка. За разлика от 130-мм оръдия модел 1924 г., е използван вече плъзгащ се клинов затвор, копиран от немците. Зареждането им е унитарно, но изискването да се води огън при големи ъгли на подем на ствола води до използването на много сложен заряден механизъм, който има тенденция към откази. В четириоръдейните кули, както и при главния калибър, двете двойки оръдия са разделени от бронирана преграда с дебелина 20 мм на две полукули.
Всяка двойка оръдия в кулите има два отделни подемника за зенитни и противокорабни снаряди, което позволява бързо да се преминава от един тип снаряди на друг. Кърмовите кули се разположени над своите погреби, обаче двуоръдейните кули са на 30 м от своите, за това те са оборудвани със сложна система за подаване на боезапаса. Двуоръдейната кула тежи 68,4 т, включая 46 т въртяща се броня, а четириоръдейната – 200 т (165 т въртяща се броня), а заедно с барбета: 319 т.
Кулите са оборудвани със силово задвижване, а управлението на техния огънн се води с помощта на директори, разположени над директорите за главния калибър на мачтите-надстройки. За стрелба по надводни цели се използват три командно-далекомерни поста – един над друг с 6- и 5-метрови далекомери на носовата надстройка и трети с 6-метров далекомер – върху ниската кърмова надстройка. Директорите с 6-метровите далекомери тежат по 25 тона, а с 5-метровия далекомер – 20 тона. Върху бойната рубка стои още един 5-метров далекомер. За воденето на нощна стрелба, отстрани на носовата надстройка, има два 3-метрови далекомера. Такова разположение позволява да се води огън едновременно по две надводни и две въздушни цели. Обаче тежките директори имат ниска скорост на хоризонтално насочване, което снижава ефективността на зенитния огън. Допълнително четириоръдейните кули имат по 6-метров далекомер за воденето на индивидуален огън.
| Основни ТТХ на използваното въоръжение              | Основни ТТХ на използваното въоръжение | Основни ТТХ на използваното въоръжение | Основни ТТХ на използваното въоръжение | Основни ТТХ на използваното въоръжение | Основни ТТХ на използваното въоръжение | Основни ТТХ на използваното въоръжение |
| Оръдие                                              | 330/52 Mle 1931                        | 130/45 Mle 1932                        | 130/45 Mle 1932                        | 37/50 Mle 1925                         | 37/50 Mle 1933                         | 13.2/76 Mle 1929                       |
| --------------------------------------------------- | -------------------------------------- | -------------------------------------- | -------------------------------------- | -------------------------------------- | -------------------------------------- | -------------------------------------- |
| Калибър, мм                                         | 330                                    | 130                                    | 130                                    | 37                                     | 37                                     | 13,2                                   |
| Дължина на ствола, калибри                          | 52                                     | 45                                     | 45                                     | 50                                     | 50                                     | 76                                     |
| Година на разработване                              | 1931                                   | 1932                                   | 1932                                   | 1925                                   | 1933                                   | 1929                                   |
| Маса на оръдието без затвора, кг                    | 70 500                                 | 3800                                   | 3800                                   | 300                                    | 300                                    | 30                                     |
| Скорострелност изстрела/минута, теоретична          | 1,5 – 2                                | 10 – 12                                | 10 – 12                                | 30 – 42                                | 30                                     | 450                                    |
| практическа                                         |                                        |                                        |                                        | 15 – 21                                | 15 – 21                                | 250                                    |
| Тип зареждане                                       | Картузно                               | Унитарно                               | Унитарно                               | Унитарно                               | Унитарно                               | Унитарно                               |
| Маса на заряда, кг                                  | SD19 192 кг                            | ВМ9 8,9 кг                             | ВМ9 8,9 кг                             | ВМ2 0,2 кг                             | ВМ2 0,2 кг                             | 52 г                                   |
| Тип снаряд                                          | бронебоен OPf Mle 1935                 | бронебоен OPfK Mle 1933                | фугасен OЕА Mle 1934                   | фугасен ОЕА Mle 1925                   | фугасен ОЕА Mle 1925                   | куршум                                 |
| Маса на снаряда, кг                                 | 570                                    | 33,4                                   | 29,5                                   | 0,73                                   | 0,73                                   | 50 г                                   |
| Начална скорост м/с                                 | 870                                    | 800                                    | 840                                    | 810                                    | 810                                    | 800                                    |
| Живучест на ствола, изстрела                        | 250                                    | 900                                    | 900                                    |                                        |                                        |                                        |
| Максимална далечина, м                              | 41 500                                 | 20 800                                 |                                        | 7175                                   | 8000                                   | 3500                                   |
| ефективна, м                                        |                                        |                                        |                                        | 5000                                   | 5000                                   | 2500                                   |
| Досегаемост по височина, м                          |                                        |                                        | 12 000                                 |                                        |                                        |                                        |
| Установка                                           |                                        |                                        |                                        |                                        |                                        |                                        |
| Обозначение                                         | St Chamond Mle 1932                    | St Chamond quad Mle 1932               | St Chamond twin Mle 1932               | CA/SMCA Mle 1925                       | CAD Mle 1933                           | CAQ Mle 1929                           |
| Брой стволове                                       | 4                                      | 4                                      | 2                                      | 1                                      | 2                                      | 4                                      |
| Маса на въртящата се част, т                        | 1497                                   | 200                                    | 81,2                                   |                                        |                                        | 1,16                                   |
| Ъгли на възвишение                                  | -5°/+35°                               | -10°/+75°                              | -10°/+75°                              | -15°/+80°                              | -15°/+80°                              | -15°/+90°                              |
| Скорост на насочване, по вертикала/хоризонтала, °/с | 6/5                                    | 8/12                                   | 8/12                                   |                                        |                                        |                                        |

#### Зенитно въоръжение
По проект зенитното въоръжение се състои от десет двуцевни 37-мм автомата модел 1935 г. и тридесет и две 13,2-мм картечници на четиристволни установки. За края на 30-те години на 20 век това е доста добра зенитна батарея, която не отстъпва по зенитно въоръжение на линкорите от другите страни. Новите 37-мм установки трябва да имат механично задвижване и да се управляват с помощта на разположените отстрани по бордовете на надстройките четири директора с 2-метрови далекомери. Обаче тяхното проектиране силно изостава от графика. Прототипът е създаден едва към пролетта на 1939 г., а пускането в производство се очаква не по-рано от 1940 г. За това, като временна замяна, са поставени шест едностволни 37-мм установки модел 1925 г. От началото на 1939 г. те започват да се заменят с двустволните установки модел 1933 г. „Дюнкерк“ получава пет установки на местата планирани за това по проект. На „Страсбург“ са поставени само четири.
Две 37-мм зенитни установки модел 1933 г. (Mle1933) са разположени на горната палубе отстрани на втората кула на главния калибър, две – на палубата на надстройката, зад комина, а една върху хангара, между четириоръдейните 130-мм кули (тя отсъства при „Страсбург“). Полуавтоматичната зенитка със ствол с дължина 50 калибра има скорострелност 85 изстрела в минута (42 изстрела на ствол в минута), а нейните 0,725-кг снаряди имат начална скорост 810 м/с и досегаемост по височина 5000 метра, под ъгъл 45 градуса далечината на стрелба съставлява 7175 метра. Боезапасът на ствол се равнява на 1000 снаряда.
От осемте четирицевни 13,2-мм зенитни картечни установки Хочкис Mle1929, шест са разположени на палубата на спардека, по три на всеки борд, а останалите на покрива на надстройката зад тръбата. Зенитните картечници имат досегаемост по височина 4200 метра, под ъгъл 45 градуса далечината на стрелба съставлява 7200 метра, скорострелността на картечниците се равнява на 450 изстрела в минута, масата на куршума е 0,510 кг. Боезапасът на ствол се равнява на 3000 патрона..
| Изменения в състава на зенитното въоръжение | Изменения в състава на зенитното въоръжение | Изменения в състава на зенитното въоръжение | Изменения в състава на зенитното въоръжение |
| Корабль, дата изменения                     | 37 mm CAS Mle 1925                          | 37 mm CAD Mle 1933                          | 13.2 mm CAQ Mle 1929                        |
| ------------------------------------------- | ------------------------------------------- | ------------------------------------------- | ------------------------------------------- |
| „Дюнкерк“, май 1937                         | 6×1                                         |                                             |                                             |
| „Дюнкерк“, октомври 1937                    | 6×1                                         |                                             | 6×4                                         |
| „Дюнкерк“, май 1937                         |                                             |                                             | 8×4                                         |
| „Дюнкерк“, февруари 1939                    |                                             | 4×2                                         | 8×4                                         |
| „Дюнкерк“, август 1939                      |                                             | 5×2                                         | 8×4                                         |
| „Страсбург“, декември 1938                  |                                             |                                             | 5×4                                         |
| „Страсбург“, начало на 1939                 |                                             | 4×2                                         | 6×4                                         |
| „Страсбург“, август 1939                    |                                             | 4×2                                         | 8×4                                         |

За управление на огъня на зенитните автомати се използват разположените отстрани на носовата надстройка, на нивото на ходовия мостик, два директора в кулички с 3-метрови далекомери. Още два 2-метрови далекомера са зад комина, на покрива на надстройката.

#### Авиационно въоръжение
От самото начало проектът на „Дюнкерк“ предвижда наличието на хидросамолети, за първи път в света на тежки кораби. Разположението на кулите на главния калибър позволява безпрепятствено да се разположат, на кърмата, въртящ се катапулт за пуск на самолетите и достатъчно голям хангар. Корабът може да приеме на борда си три летящи лодки от типа „Луар-130“. Два самолета са разположени в двуетажния хангар, още един е на катапулта. Недостатък при наличието на големия хангар е намаляването на ъглите на обстрел на бордовите четириоръдейни 130-мм кули.

#### Радар
Независимо от това, че разработката на радиолокаторите във Франция започва още през 1933 г., усилията са съсредоточени към сухопътните радари с метров диапазон за засичане на въздушни цели. Към 1939 г. навигационни радари са поставени на шлюпа за охрана на риболовството „Вил де Ис“, за откриване на айсберги, на един търговски съд и на пътническия лайнер „Нормандия“. Работите над корабни радарни установки за противовъздушна отбрана започват едва в края на 1940 г.
За осигуряване на кръгов обзор на „Страсбург“ в периода 1941 – 1942 г. са поставени четири синхронизирани антени на ноковете на реите на носовата надстройка под ъгъл 45° от диаметралната плоскост. Излъчващи са носовата антена по десния и кърмовата по левия борд, а двете други са приемащи. Радарът може да засече самолети, летящи на височина 1500 м, на разстояние до 80 км, а при тяхното снижение до 1000 м разстоянието на засичане намалява до 50 км. Ако самолета лети на височина само няколко метра, то далечината на откриване пада до 10 км.
Изпитанията на радара са проведени през юли 1942 г. около Тулон, но им пречи лошото време. През ноември 1942 г., след нарушаването на примирието от немците и окупацията на Южна Франция, работите над радара са прекратени, а по-голямата част от оборудването е унищожена.

## Енергетична установка
|  |

Енергетичната установка е много компактна и значително се отличава спрямо предходните проекти. Главните механизми ешелонно са разположени в пет отсека с обща дължина 53,55 м. В трите котелни отделения (КО) са разположени по два котела един срещу друг, а в двете машинни отделения (МО) – по два турбоагрегата. В първия ешелон, под носовата надстройка, се намират КО №1 и зад него МО №1 задвижващо външните валове. Втория ешелон е съставен от КО №2, КО №3 и МО №2, задвижващи вътрешните валове. Благодарение на това обстоятелство, а също на това, че котлите могат да се включват към турбоагрегатите от всеки ешелона, се намалява риска от загуба на ход при единично попадение. Обаче вследствие липсата на система за контранаводняване възниква възможност за несиметричното наводняване на големи отсеци, за това и няма надлъжни прегради по диаметралната плоскост. Заради това, всяко попадение в котелно или машинно отделение води до загуба на мощност за едната от дяойките валове.
Парата се изработва от шест високотемпературни котела с умерено високо налягане на парата тип „Индре“. Котлите имат три колектора, централна система тръбички с два инжектора и подгреватели на въздуха. Налягането на парата е 27 кгс/см², а температурата – 350°C. Котлите за „Дюнкерк“ са произведени от фирмата Индре, за „Страсбург“, по лиценз на фирмата-разработчик, от Penhoët.
Използвани са четири комплекта турбини система „Парсънс“ производство на фирмата „Електро-Меканик“, задвижващи чрез едноступенен редуктор всяка свой индивидуален гребен вал. Всеки комплект се състои от две турбини високо налягане (ТВН), с налягане на парата 27 кгс/см², турбини са средно налягане (ТСН), с налягане 8,5 кгс/см² и турбини ниско налягане (ТНН), за преден и заден ход. За крайцерска скорост се използват ТНН и ТВН №1. При 1/4 от мощността на турбозъбчатите агрегати линкорът развивава скорост от 15,5 възела при работа на два винта и 20 възела при използването на четирите. ТВН №2 се включва за достигане на мощности от 34% до 50% от максималната. Винтовете на „Дюнкерк“ са трилопастни, с диаметър 4,2 м, а на „Страсбург“ четирилопастни с диаметър 4,045 м.
Проектната мощност на силовата установка съставлява 107 000 к.с., което трябва да осигури скорост от 29,5 възела. Съгласно разчетите, при нормална водоизместимост от 31 500 т, с половин запас гориво, при форсиране до 112 500 к.с. се осигурява скорост от 30 възела. На изпитанията, „Дюнкерк“ при форсиране на машините до 135 585 к.с., развива скорост 31,06 възела.
Проектната далечина на плаване, при крайцерска скорост от 15 възела, трябва да съставлява 15 000 мили. Запасът гориво на „Дюнкерк“ е 5775 т, а на „Страсбург“, за да се компенсита по-голямата водоизместимост и, следователно, по-големия разход на гориво – 6045 т. По време на приемните изпитания на мерната миля Пенмарш – Гилвинек „Дюнкерк“ показва следните резултати:
| Продължителност на изпитанията                             | 3 часа | 3 часа | 3 часа | 2 часа | 3 часа  |
| Скорост, възела                                            | 17,31  | 20,68  | 25,24  | 28,3   | 30,38   |
| Мощност, к.с.                                              | 13 110 | 25 190 | 52 850 | 81 540 | 113 420 |
| Разход на гориво, кг/миля                                  | 352    | 480    | 740    | 1000   | 1362    |
| Разчетна далечина на плаване при запас гориво 5775 т, мили | 16 416 | 12 039 | 7800   | 5775   | 4241    |

Във военно време, за подобряването на работата на противоторпедната защита, горивните цистерни, разположени в нейните отсеци, се запълват не до горе. Запасът гориво съставлява тогава 3700 т. Това осигурява далечина от 2450 мили на 28,5 възела, 6300 на 20 и 7850 мили на 15 възела.
За икономия на тегло и пространство корабостроителите се отказват от паро, турбинни и хидроприводи, и вместо тях е решено да се използва електроенергия. Неголяма част от оборудването се захранва с променлив ток. Основното напрежение в бордовата система е на постоянен ток 230 В, а за захранването на моторите на кулите на главния калибър е по-голямо – 460 В. Затова бордовите електростанции имат две изходни напрежения – 230 и 460 В. Оборудването на борда на линкора се включва към три подстанции. Във всяко машинно отделение има по два блока от два турбогенератора с мощност по 450 кВт, които подават ток към две подстанции. Сумарно те дават 3600 кВт. Резервната подстанция се снабдява с ток от разполагащите се между погребите на главния калибър три дизел-генератора по 400 кВт. На бака има два аварийни дизел-генератора по 100 кВт, но те могат да произвеждат само напрежение от 230 В. Общаята мощност на всички генератори е 5000 кВт.
Всяка от четирите подстанций е автономна. Обаче едновременно подстанцията има възможност да произвежда ток само от едното напрежение – 230 или 460 В, тъй като за това е нужно специално последователно включване на генераторите. В бой само две подстанции изработват тока от двете различни напрежения, а третата остава в резерв.
За снижаване на зависимостта от загуба на захранване проводниците имат тройно дублиране. Тунелите за кабелите вървят по двата борда от кърмовия 330-мм погреб до кърмовия 130-мм, а в случай на тяхна повреда в двойното дъно е третата линия за електросистемата. Местата на преминаване на кабелите през преградите са херметични. Мрежата по десния борд е независима от мрежата на левия, точно така, както и разклоняването на кабелите по всяка палуба. Помещенията над горната палуба имат отделна мрежа.

## Модернизации и изменения

### „Дюнкерк“
15 август – 18 октомври 1937
Прожекторите с диаметър 90 см, поставени на платформата над адмиралския мостик, са заменени със седми 120-мм прожектор. Екраните, отстрани на адмиралския мостик са продължени към кърмата. Покрива на адмиралския мостик е разширен в носовата част чрез кръгла платформа с екрани. Завършено е поставянето на далекомерите и радиоантените. Шест установки 13,2-мм „Хочкис“ са поставени на палубата на надстройката.
12 март – 2 май 1938
Поставен е дефлектор на комина. Поставени са всички 37-мм CAS Mle 1925. Две установки 13,2-мм „Хочкис“ са поставени на надстройката зад комина. В този вид корабът официално влиза в строй на 1 септември 1938 г.
29 ноември 1938 – 27 февруари 1939
Поставени са четири 37-мм CAD Mle 1933 заедно с четири 1-метрови далекомера. Ходовият мостик е разширен, и на него от палубата на надстройката са пренесени две 13.2 mm Hotchkiss CAQ. Изменени са дефлекторите около адмиралския мостик.
юли – август 1939
Пети 37-мм CAD Mle 1933 е поставен на цилиндричната тераска на мачтата-надстройка.
4 януари – 12 февруари 1940
Всички четири 47-мм оръдия са демонтирани. Направени са малки промени по крилата на мостика и платформите. 12-метровият стереодалекомер, на долния директор, е заменен с 14-метров. След опита в експлоатацията в бурните води на Северния Атлантик се проявява недостатъчната плавучест на носовия край, поради което бака е силно заливан. За това двата носови 37 mm CAD Mle 1933 са пренесени от бака на лодъчната палуба, а башни ГК оснащены кожаными мамеринцами.
Февруари – ноември 1942
Ремонт след получените повреди в Мерс ел-Кебир. Голяма част от тежката промишленост на Франция остава на окупираната територия, за това ремонтът е съпроводен със значителни трудности, поради което част от планираните работи така и не са завършени. Ремонтирани са повредите по корпуса, особено в района на отсеци E / F / G / H, сериозно повредени от оръдейния огън от 6 юли 1940 г. Възстановена е бронята на тези участъци. Ремонтиран е ръждясалият колектор №1, неспособен вече да издържа на налягането от 27 кг/см², горният парен колектор на котел №21 и съединенията на турбините. Планира се основен ремонт на машинната установка. Осъществен е ремонт и замяна на повредените кабели. Външното силово задвижване за оръдията на главния и спомагателния калибри е свален, като не оправдаващ очакванията. Планира се увеличаването на броя на зенитните автомати за сметка на сваляне на авиационното оборудване. Два от трите директора за 130-мм оръдия остават в ремонт, но двата нощни директора са ремонтирани. Преразгледани са устройствата за борбата за живучест. Извън броневата цитадела са поставени по-мощни помпи. Отстранени са повредите по бронираните капаци на машинните и котелните отделения. Поставени са по-мощни и надеджни преобразуватели за захранването на системата за подаване на ток за главния и спомагателния калибри. Преобразувателите за механизма на руля, които са постоянен източник на повреди, също са заменени. Предвидена е промяна на формата на носа, за да се отстрани провените проблеми със заливането и опръскването при лошо време.

### „Страсбург“
15 сентября – 15 декември 1938
Поставен е дефлектор на комина. Поставени са пет установки 13,2 мм „Хочкис“.
Първа половина на 1939
Поставени са четири 37-мм установки CAD Mle 1933.
Август 1939
Една установка 13,2-мм „Хочкис“ е поставена зад гротмачтата.
29 ноември 1939 – 9 януари 1940
Поставени са екрани на прожекторната площадка на носовата надстройка. По горния ръб на корпуса е поставен кабел на системата за размагнитване.
14 август – 11 септември 1940
Зенитните автомати на върха на носовата надстройка са защитени с екрани от закалена стомана.
Ноември – декември 1940
Горната част на рубката е модифицирана за поставянето на адмиралския мостик на четири прожектора. От този момент „Страсбург“ става флагмански кораб на Forces de Haute Mer. За намаляване на заливаемостта са поставени нови уплътнения между кулата и барбета, оригиналните маски на оръдията са заменени с черни кожени маншони. Тези изменения отначало са направени на кула №1 и след това на кула №2.
31 януари – 25 април 1942
На покрива на адмиралския мостик е поставен 5-метров далекомер. Указателите за дистанция, във вид на циферблати, са свалени. Адмиралския и ходовия мостици са оборудвани с дефлектори, както е при „Ришельо“. Радиорубката, разположена над носовия директор, е обшита със стоманени листове. Както и при „Дюнкерк“, предната двойка 37-мм оръдия е пренесена от бака в предния край на лодъчната палуба. Добавени са три 13,2-мм картечници CAS Browning MG: една на юта и две на лодъчната палуба зад 37-мм оръдия. Поставен е радар френско производство – DEM (Detecteur Electro-Magnetique). Четири неголеми правоуъгълни антени са поставени на върховете на основните реи – около надстройката под ъгъл 45° спрямо диаметралната плоскост. Двете предни служат за предаването на сигнала, двете задни – за приемането на отразения сигнал. Излъчвателите ME 140 и приемниците MR 1267 са разработени от компанията Sadir. При добро време далечината на откриване на самолети съставя 50 км при точност на определяне на ъгъла на визиране ± 1° и далечина от 50 м.

## Маскировка
От момента на въвождането им в експлоатация до януари 1940 г. при „Страсбург“ и февруари 1940 г. за „Дюнкерк“, освен някои детайли, корабите са боядисани в светлосив цвят. Далекомерите, за да отразяват топлината и за намаляване на изкривяванията, са боядисани в бяло. Платформите на надстройките и горната палуба, започвайки от първия вълнолом, са покрити с тик. Носовата част на горната палуба е оцветена в стоманено сиво. Дефлекторите на комините, котвите и техните вериги, водолинията са черни. Има малък период, през който корабите носят камуфлаж, основната цел на който е създаването на смущения за вражеските далекомери. От април до септември 1939 г. на мачтата-надстройка на „Дюнкерк“ е нанесена черна спирала. На „Страсбург“, през октомври-ноември 1939 г., два черни пръстена са нанесени около гротмачтата, а две черни широки ленти – на задната част на надстройката. Схемата се показва като неефективна, за това е възстановена предишната схема на оцветяване. В началото на 1940 г. вместо светлосива корабите получават тъмносива окраска, по-подходяща за операциите в Северния Атлантик. От октомври 1940 г., след завръщането си в Тулон, „Страсбург“ получава старота, светлосива схема на оцветяване.
Лодките имат килове с черен цвят и светло- или тъмносиво продължение. Вътрешните повърхности на лодките са боядисани в матов бял цвят. Малките 9-метрови катери имат кабина от червено дърво, на по-големите катери те са сиви. Катера за адмирала е боядисан в бял цвят и има кабина от червено дърво, с покрив оцветена в бяло. Катера на командира на кораба е боядисан в кралско синьо с кабина от червено дърво с бял покрив.
През март 1939 г. на комините са нанесени бели марки, обозначаващи принадлежността към първа дивизия линкори, – една за „Дюнкерк“, като флагман и две за „Страсбург“. Те са махнати, през август 1940 г., когато дивизията е разформирована. Трикольорите на френския флаг са нанесени за идентификация върху втората кула на ГК и кърмовата кула на 130-мм оръдия. На „Страсбург“ те са нанесени през ноември 1940 г., на „Дюнкерк“ – през февруари 1942 г., над тъмносивия атлантичи камуфлаж.

## Представители и история на службата
| Име                    | Корабостроителница                   | Дата на залагане | Дата на спускане на вода | Дата на влизане в строй | Съдба                                                                                                   |
| ---------------------- | ------------------------------------ | ---------------- | ------------------------ | ----------------------- | --- |
| „Дюнкерк“ Dunkerque    | Арсенал на Брест                     | 24 декември 1932 | 2 октомври 1935          | 1 май 1937              | Вривен в сухия док на 27 ноември 1942 г. в Тулон, отписан през 1945, разкомплектован за метал през 1958 |
| „Страсбург“ Strasbourg | Chantiers de l'Atlantique, Сен Назер | 25 ноември 1934  | 12 декември 1936         | 6 април 1939            | Потопен на 27 ноември 1942 г. в Тулон, отписан през 1945, разкомплектован за метал през 1955            |

## Начало на службата и първи месеци на Втората световна война
След влизането си в строй „Дюнкерк“ и „Страсбург“ влизат в състава на френския Атлантически флот. „Дюнкерк“, на 1 септември 1938 г., става флагмански кораб на вицеадмирал Марсел Женсул.
Бързоходните френски линкори действат много активно в първите месеци на войната, получивайки висока оценка от британските съюзници. „Дюнкерк“ и „Страсбург“ заедно със самолетоносача „Беарн“, три леки крайцера и осем разрушителя образуват в Брест Първа ескадра, или Рейдерското съединение. Ескадрата, за командващ на която е назначен вицеадмирал Женсул, е създадена за прихващането на немските „джобни линкори“ и за съпровождането на важни конвои между остров Уесан и Азорските острови, а също между островите Зелени нос и нос Палмас в Гвинейския залив. През август английското и френското адмиралтейства решават да създадат за прихващането на немските рейдери издирвателни групи (т. нар. „килър груп“). „Страсбург“, заедно с английския самолетоносач „Хермес“ (HMS Hermes), в състава на съединение „X“ (Хикс), се занимава с издирването на „Адмирал Шпее“. „Дюнкерк“, заедно с британския линеен крайцер „Худ“ (HMS Hood), влиза в състава на друга група, търсеща друг „джобен линкор“ – „Дойчланд“.
Ловът на „джобните линкори“ се оказва безуспешен. В началото на 1940 г. съюзниците си определят зони на отговорност. На французите се възлага да отговарят за западната част на Средиземно море. „Дюнкерк“ и „Страсбург“ се базират на Мерс ел-Кебир, а трите линкора от типа „Бретан“ отплават за Александрия. Преди началото на войната с Италия британският адмирал Кънингам получава подкрепление, за това „Прованс“ и „Бретан“ се връщат в Мерс ел-Кебир, а „Лорен“ остава в Александрия.
На 25 юни, след капитулацията на Франция, е обявено примирие с Германия и Италия. Според условията на примирието френските кораби трябва да бъдат демобилизирани, но да останат под френски флаг. Съгласно секретна заповед на главнокомандващия на френския флот, адмирал Дарлан, при опит за пленяване от Германия или Италия, корабите в никакъв случай не следва да попадат в ръцете на противника, а следва или да отплават в САЩ, или да се потопят.

### Мерс ел-Кебир
Дори след капитулацията на Франция британският флот обладава преимущество над обединените морски сили на Германия и Италия, но това преимущество може да изчезне в случай на попадането в ръцете на противника на съвременните френски кораби. Британското правителство решава да проведе операция за неутрализацията на френския флот под кодовото название „Катапулт“. Пленяването на френските кораби в пристанищата на Великобритания и Александрия е практически без кръвопролитие. Най-сложна е операцията за неутрализирането на силното френско съединение в африканската база Мерс ел-Кебир. В базата се намират линкорите „Дюнкерк“, „Страсбург“, „Прованс“, „Бретан“, лидерите „Волта“ (Volta), „Могадор“ (Mogador), „Тигър“ (Tigre), „Линкс“ (Lynx ), „Керсен“ (Kersaint), „Терибл“ (Le Terrible) и хидроавиотранспорта „Командан Тест“. Те се прикриват от брегови батареи, а на летищата в съседство се намират 42 изтребителя. В Оран, на няколко мили на изток, са разположени голям брой разрушители, стражеви кораба и тралчици.
Англичаните решават да използват груба сила, изпращайки срещу френските кораби внушителна ескадра. В съединение „H“ (Ейч) на адмирал Съмървил влизат линейният крайцер „Худ“, линкорите „Резолюшън“ (HMS Resolution) и „Валиант“ (HMS Valiant) (на всеки от трите по осем 381-мм оръдия), самолетоносача „Арк Роял“ (HMS Ark Royal), леките крайцери „Аретуза“ (HMS Arethusa), „Ентърпрайз“ (HMS Enterprise) и 11 разрушителя. Те достигат Мерс ел-Кебир в сутринта на 3 юли 1940 г.
На френския адмирал Жансул е предаден британският ултиматум. Неговите кораби трябва да се присъединят към британския флот за борба срещу Германия и Италия, да преминат за интерниране в пристанища на Великобритания и САЩ или да се самопотопят. Преговорите не водят до нищо водят. Съмървил, пришпорван от британското Адмиралтейство и известията за излизането в морето на френските крайцери и разрушители от Алжир и Оран, издава заповед да се открие огън.
В течение на 13 минути, от 16:54, британските кораби постигат няколко попадения в „Дюнкерк“, „Бретан“ и „Прованс“. Попаденията в „Бретан“ водят до взрив на кораба; загубилите ход „Дюнкерк“ и „Прованс“ засядат на плитчините. Получава повреди и лидерът „Могадор“. „Страсбург“, заедно с останалите лидери, съумява да се измъкне от залива, откъсва се от преследването и на следващия ден достига Тулон.
След боя французите необмислено заявяват в пресата за това, че повредите по „Дюнкерк“ са незначителни и че той скоро ще влезе в строй. Британците на 6 юли провеждат повторна атака над Мерс ел-Кебир. Резултатът от трите последователни атаки на торпедоносците от „Арк Роял“ са потопяването на пришвартования до борда на линкора стражеви кораб, а след това и детонация на намиращите на него дълбочинни бомби. „Дюнкерк“ остава с разкъсан борд по дължина 40 метра, след което ляга на грунта. Ремонтните възможности са ограничени, за това „Дюнкерк“ успява да излезе в морето едва на 19 февруари 1942 г., след което е отведен в Тулон.

### Тулон и потопяването на флота
След пристигането си в Тулон „Дюнкерк“ е поставен в един от сухите докове, обаче работите по него, поради недостатъчно средства, вървят много бавно. „Страсбург“ в периода 1941 – 1942 г., като годен за служба, е флагман на адмирал Женсул. Поради дефицита на гориво има само кратки походи в района на Тулон.
На 8 ноември 1942 г. съюзниците слизат в Северна Африка. Хитлер заповядва да се окупира южна Франция, и на разсъмване на 27 ноември в Тулон влизат немските танкове. Френския флот започва самопотопяването си. „Страсбург“ е потопен при пирса, а „Дюнкерк“ е взривен в дока. По-късно италианците се заемат с изваждането на корабите в Тулон и демонтажа на оборудване от тях. „Страсбург“ е изваден на 17 юли 1943 г. и е отбуксиран в залива Лазар. При десанта на съюзниците в Тулон 36 американски самолета Б-25 пускат над „Страсбург“ и намиращия се в съседство до него „Ла Галисионер“ четиресет и четири 454-кг обикновени и сто и осем 454-кг полубронебойни бомби. „Страсбург“ е уцелен от 7 бомби, след което той ляга на грунта. Поради големите повреди по „Дюнкерк“ и „Страсбург“ след войната е решено те да не се възстанавяват. Линкорите са отписани и продадени за скрап.

## Оценка на проекта
Линкорите от типа „Дюнкерк“ стават първите бързоходни линкори в света. Проектът, бидейки новаторски, въпреки всичко, има обща слабост, обусловена от ограниченията, наложени му по водоизместимост. Оригиналният архитектурен облик на френските линкори, според мнението на участниците в коронационните тържества през 1937 г. на Спитхедския рейд, е доста естетичен. За първи път в света артилерията на главния калибър е разположена в четириоръдейни кули, разположени само на носовата част на корпуса. За изпълнението на възложената на „Дюнкерк“ задача – преследването на „джобните линкори“ – такова разположение е идеално, осигуряващо по носовия сектор максимален залп от всички оръдия. Това също дава възможност да се икономиса от дължината на бронираната цитадела. Поради това разположение оръдията на главния калибър нямат възможност да водят огън непосредствено по кърмата. Обаче благодарение на големите ъгли на обстрел – 286° за долната и 300° за горната кула – това не ограничава оперативните възможности на корабите.
Линкорите от типа „Дюнкерк“, за първи път в света, са въоръжени с универсална артилерия като спомагателен калибър. Подобно, освен французите, успяват по-късно да въплатят в метал само британците и американците. Заедно с това реализацията на този напредничав замисъл се оказва доста неудачна. Тежките бронирани директори и силно бронираните 130-мм кули се получават много мудни, което, заедно с ниската скорострелност на оръдията, прави зенитния огън малоефективен. Проектното зенитно въоръжение от десет 37-мм автомата на сдвоени установки и тридесет и дветте 13,2-мм картечници в четиристволни установки, за края на 1930 г. се счита за доста добро, не отстъпващо на зенитното въоръжение на линкорите от другите страни. По време на войната става ясно, че това въоръжение е недостатъчно мощно, както по калибър, така и по брой на стволовете. Поставените фактичесни зенитни 37-мм оръдия с полуавтоматичен затвор се оказват неефективни и са немнобройни. Заедно с това, в началото на войната от недостатъчност на зенитното въоръжение страдат капиталните кораби на всички страни от света, и вече в хода на войната този недостатък се поправя с поставянето на дополнителен брой автомати.
За първи път във френския флот кулите на оръдията и на главния, и на спомагателния калибри получават задвижване за външно управление на вертикалното и хоризонталното насочване. Обаче реализацията на идеята е неудачна. Първо, точността на изпълнителните механизми е невисока и изисква ръчна корекция. Второ, при стрелбата на 130-мм оръдия по скоростни цели, особено самолети, система не успява да следи преместването на целите, поради прекалено ниската си скорост на въртене, заради тежките бронирани кули.
Наклоненият пояс на „Дюнкерк“, с дебелина 225 мм, има вертикален еквивалент на 283 мм. Тази дебелина е достатъчна против 280-мм оръдия на немските „джобни линкори“, срещу които и е създадена. Макар това да е повече, отколкото 273-мм пояс при предходния тип „Бретан“, бронята е по-тънка, отколкото тази при най-добрите линкори от времето на Първата световна война, и е недостатъчна за бой срещу пълноценните бързоходни линкорми. При „Страсбург“ 283-мм борд, еквивалентен на 340 мм, повече съответства на „линкорния стандарт“.
За разлика от линкорите на Първата световна война, „Дюнкерк“ има доста силно хоризонтално брониране, разчетено да противостои на бомби и снаряди от големи дистанции на бой, макар някои специалисти да отбелязват, че за по-голяма ефективност дебелината на палубите трябва да се избере наобратно. Вместо дебела горна бронепалуба трябва да се разположи тънка палуба, която да активира детонаторите на бомбите и сваля бронебойните калпаци на снарядите, а долната палуба трябва да е дебела, за да издържа основния удар. Бронирането на кулите на главния калибър е достатъчно силно, но използването за покрива на цементирана броня се смята за неоправдано. Ако се използва хомогенна броня, то в Мерс ел-Кебир бронята на покрива на дясната възвишена полукула на „Дюнкерк“, след попадението от „Худ“, се огънала, но нямаше да даде осколки, и, най-вероятно, полукулата нямаше да излезе от строй.
За своята водоизместимост „Дюнкерк“ има много добра противоторпедна защита. Достатъчно дълбока, с редуване на празни и запълнени с вода или нефт отсеци и използването на водоотблъскващ материал, тя е много надеждна. Специалистите винаги отбелязват нейната ефективност, макар някои от тях и да критикуват използването на водоотблъскващия материал, който прави невозможно използването на контранаводняване на отсеците за изравняване на крена при повреди.
„Черешката“ на проекта е високата скорост – 30 възела. Също прекрасни са мореходността и далечината на плаване.

## Сравнение с аналозите
| Характеристики на главната артилерия на линкорите от периода на Втората световна война                               | Характеристики на главната артилерия на линкорите от периода на Втората световна война | Характеристики на главната артилерия на линкорите от периода на Втората световна война | Характеристики на главната артилерия на линкорите от периода на Втората световна война | Характеристики на главната артилерия на линкорите от периода на Втората световна война | Характеристики на главната артилерия на линкорите от периода на Втората световна война | Характеристики на главната артилерия на линкорите от периода на Втората световна война | Характеристики на главната артилерия на линкорите от периода на Втората световна война | Характеристики на главната артилерия на линкорите от периода на Втората световна война | Характеристики на главната артилерия на линкорите от периода на Втората световна война | Характеристики на главната артилерия на линкорите от периода на Втората световна война |
| Характеристика | 340 mm/45 Model 1912                                                                   | 330 mm/50 Model 1931                                                                   | 380 mm/45 Model 1935                                                                   | 14"/45 Mark VII                                                                        | 15"/42 Mk I                                                                            | 28 cm SKC/34                                                                           | 38 cm SKC/34                                                                           | 320 mm/44 Model 1934                                                                   | 381 mm/50 Ansaldo 1934                                                                 | 12"/50 Mark 8                                                                          |
| --- | -------------------------------------------------------------------------------------- | -------------------------------------------------------------------------------------- | -------------------------------------------------------------------------------------- | -------------------------------------------------------------------------------------- | -------------------------------------------------------------------------------------- | -------------------------------------------------------------------------------------- | -------------------------------------------------------------------------------------- | -------------------------------------------------------------------------------------- | -------------------------------------------------------------------------------------- | -------------------------------------------------------------------------------------- |
| Страна |                                                                                        |                                                                                        |                                                                                        |                                                                                        |                                                                                        | Германска империя (1933 – 1945)                                                        | Германска империя (1933 – 1945)                                                        | Италия                                                                                 | Италия                                                                                 |                                                                                        |
| Година на разработване                                                                                               | 1912                                                                                   | 1931                                                                                   | 1935                                                                                   | 1934                                                                                   | 1912                                                                                   | 1934                                                                                   | 1934                                                                                   | 1934                                                                                   | 1934                                                                                   | 1939                                                                                   |
| Кораб-носител | „Бретан“                                                                               | „Дюнкерк“                                                                              | „Ришельо“                                                                              | „Кинг Джордж V“                                                                        | „Рипалс“ „Худ“ „Куин Елизабет“                                                         | „Шарнхорст“                                                                            | „Бисмарк“                                                                              | „Конте ди Кавур“                                                                       | „Литорио“                                                                              | „Аляска“                                                                               |
| Калибър, мм | 340                                                                                    | 330                                                                                    | 380                                                                                    | 356                                                                                    | 381                                                                                    | 283                                                                                    | 380                                                                                    | 320                                                                                    | 381                                                                                    | 305                                                                                    |
| Дължина на ствола, калибри                                                                                           | 45                                                                                     | 50,4                                                                                   | 45,4                                                                                   | 45                                                                                     | 42                                                                                     | 51,3                                                                                   | 48,4                                                                                   | 44                                                                                     | 50                                                                                     | 50                                                                                     |
| Тегло на оръдието със затвора, кг                                                                                    | 66 950                                                                                 | 70 500                                                                                 | 94 100                                                                                 | 80 256                                                                                 | 101 605                                                                                | 53 250                                                                                 | 111 000                                                                                | 69 672                                                                                 | 111 664                                                                                | 55 262                                                                                 |
| Живучест, изстрела                                                                                                   | 250                                                                                    | 250                                                                                    |                                                                                        | 340 – 375                                                                              | 335                                                                                    | 300                                                                                    | 180 – 250                                                                              | 150                                                                                    | 110 – 130                                                                              | 344                                                                                    |
| Скорострелност, и/минута                                                                                             | 2                                                                                      | 2                                                                                      | 1,2 – 2,2                                                                              | 2                                                                                      | 2                                                                                      | 3,5                                                                                    | 2,3 – 3                                                                                | 2                                                                                      | 1,3 – 1,8                                                                              | 2,4 – 3                                                                                |
| Тип снаряд | OPf Mle 1924                                                                           | OPf Mle 1935                                                                           | OPfK Mle 1936                                                                          | APC MkVIIB                                                                             | APC Mk XVIIB                                                                           | Psgr. L/4,4                                                                            | Psgr. L/4,4                                                                            |                                                                                        |                                                                                        | AP Mark 18                                                                             |
| Маса на снаряда, кг                                                                                                  | 575                                                                                    | 570                                                                                    | 884                                                                                    | 721                                                                                    | 879                                                                                    | 330                                                                                    | 800                                                                                    | 525                                                                                    | 885                                                                                    | 517                                                                                    |
| Начална скорост, м/с                                                                                                 | 780                                                                                    | 870                                                                                    | 830                                                                                    | 757                                                                                    | 749                                                                                    | 890                                                                                    | 820                                                                                    | 830                                                                                    | 850                                                                                    | 762                                                                                    |
| Маса на ВВ, кг (%)                                                                                                   | 21,7 (3,77 %)                                                                          | 20,3 (3,56 %)                                                                          | 21,9 (2,48 %)                                                                          | 22 (3,05 %)                                                                            | 22 (2,5 %)                                                                             | 7,84 (2,38 %)                                                                          | 18,8 (2,35 %)                                                                          |                                                                                        | 10,16 (1,15 %)                                                                         | 7,7 (1,49 %)                                                                           |
| Дулна енергия, МДж                                                                                                   | 174,91                                                                                 | 215,72                                                                                 | 304,49                                                                                 | 206,58                                                                                 | 246,56                                                                                 | 130,70                                                                                 | 268,96                                                                                 | 180,84                                                                                 | 319,71                                                                                 | 150,10                                                                                 |
| Разчетни показатели за бронепробиваемост в мм на американска броня клас „A“ – борд / клас „B“ – палуба, на дистанция |                                                                                        |                                                                                        |                                                                                        |                                                                                        |                                                                                        |                                                                                        |                                                                                        |                                                                                        |                                                                                        |                                                                                        |
| 0 м |                                                                                        | 810/0                                                                                  | 935/0                                                                                  | 800/0                                                                                  | 866/0                                                                                  | 620/0                                                                                  | 884/0                                                                                  |                                                                                        | 904/0                                                                                  | 640/0                                                                                  |
| 5000 м |                                                                                        | 692/6                                                                                  | 779/19                                                                                 | 677/9                                                                                  | 728/20                                                                                 | 503/14                                                                                 | 747/18                                                                                 |                                                                                        | 783/18                                                                                 | 533/18                                                                                 |
| 10 000 м |                                                                                        | 584/21                                                                                 | 630/38                                                                                 | 565/36                                                                                 | 604/39                                                                                 | 398/26                                                                                 | 622/35                                                                                 |                                                                                        | 670/34                                                                                 | 436/34                                                                                 |
| 15 000 м |                                                                                        | 490/46                                                                                 | 614/57                                                                                 | 477/57                                                                                 | 507/60                                                                                 | 320/39                                                                                 | 518/53                                                                                 |                                                                                        | 573/52                                                                                 | 358/52                                                                                 |
| 20 000 м |                                                                                        | 399/62                                                                                 | 421/78                                                                                 | 405/76                                                                                 | 428/82                                                                                 | 252/53                                                                                 | 431/69                                                                                 |                                                                                        | 488/69                                                                                 | 294/71                                                                                 |
| 25 000 м |                                                                                        | 300/78                                                                                 | 355/98                                                                                 | 353/102                                                                                | 368/115                                                                                | 203/67                                                                                 | 356/89                                                                                 |                                                                                        | 428/89                                                                                 | 252/94                                                                                 |
| 30 000 м |                                                                                        | 225/102                                                                                | 301/136                                                                                | 277/152                                                                                | 280/180                                                                                | 168/98                                                                                 | 293/129                                                                                |                                                                                        | 373/116                                                                                | 212/156                                                                                |

Почти всички страни-участници във Втората световна война влизат в нея, имайки в строя само модернизирани линкори от времената на Първата световна война. От бързоходните линкори към 1939 г. влизат в строй само френските „Дюнкерк“ и „Страсбург“ и немските „Шарнхорст“ и „Гнейзенау“. Водоизместимостта на последните примерно съответства на водоизместимостта на френските кораби. Линкорите, проектите на които напълно използват 35 000-тонния лимит от Вашингтонското съглашение, – „Кинг Джордж V“, „Бисмарк“, „Литорио“, „Вашингтон“ и „Саут Дакота“ – се дострояват вече по време на войната. Само две страни – Япония и САЩ – успяват по време на войната да построят линкори, свободни от договорните ограничения, – гигантският японски „Ямато“ и бързоходната американска „Айова“.
При сравнение с другите бързоходни линкори „Дюнкерк“ губи от почти всички, с изключение на „Шарнхорст“. Немският линкор има същата скорост, несъществено по-малка далечина на плаване и небалансираното съотношение на силна защита и слаба артилерия. Вертикалната защита при него е много силна – 350-мм пояс и 100—110-мм скос на броневата палуба не се пробиват даже от 460-мм оръдия на „Ямато“.
За пълноценен линкор 283-мм оръдия на „Шарнхорст“ са недостатъчни, обаче тяхната мощност стига, за да се пробие тънкия борд на „Дюнкерк“ от дистанция до 16,5 км. За разлика от „Дюнкерк“, спомагателната 150-мм артилерия на немския кораб не е универсална и не може да води зенитен огън. Противоторпедната защита на немския линкор е много слаба – нейната дълбочина при мидъла е само 4,5 м, за разлика от 7 м при „Дюнкерк“.
При дуел, на близки дистанции, преимуществото е на страната на „Шарнхорст“ с неговия дебел пояс. На голяма дистанция на боя – при „Дюнкерк“, благодарение на по-тежкия френски снаряд. При сравнение с по-късните бързоходни линкори и двата типа са слаби. За това някои специалисти, поради високата скорост, отнасят и двата кораба към линейните крайцери, като британските „Рипалс“ и „Ринаун“ и японския „Конго“. При това френскитя линкори са по-балансирани, особено „Страсбург“, който с известно старание може да се сравни с британския „Кинг Джордж V“, обладаващ 356-мм оръдия и 381-мм пояс.
| Характеристика                                       | „Дойчланд“                                                    | „Шарнхорст“                                                        | „Бретан“                                           | „Дюнкерк“                                         | „Кавур“                                                      | „Литорио“                                                          | „Конго“                                       | „Кинг Джордж V“                               |
| ---------------------------------------------------- | ------------------------------------------------------------- | ------------------------------------------------------------------ | -------------------------------------------------- | ------------------------------------------------- | ------------------------------------------------------------ | ------------------------------------------------------------------ | --------------------------------------------- | --------------------------------------------- |
| Страна                                               | Германска империя (1933 – 1945)                               | Германска империя (1933 – 1945)                                    |                                                    |                                                   | Италия                                                       | Италия                                                             |                                               |                                               |
| Година на построяване (модернизация)                 | 1933                                                          | 1939                                                               | 1915                                               | 1937                                              | 1915 (1937)                                                  | 1940                                                               | 1913 (1935)                                   | 1940                                          |
| стандартна водоизместимост, т                        | 10 600                                                        | 32 100                                                             | 22 189                                             | 26 500                                            | 26 400                                                       | 40 724                                                             | 31 720                                        | 36 727                                        |
| Размери, Д×Ш×О                                       | 188×20,7×7,3                                                  | 235,4×30×9,9                                                       | 166×26,9×9,8                                       | 215,14×31,08×9,6                                  | 186,4×28,6×10,4                                              | 237,8×32,8×9,6                                                     | 222,5×29,3×9,7                                | 227,1×31,4×9,9                                |
| Тип ЕУ                                               | дизел                                                         | ПТУ                                                                | ПТУ                                                | ПТУ                                               | ПТУ                                                          | ПТУ                                                                | ПТУ                                           | ПТУ                                           |
| Мощност на ЕУ, к.с.                                  | 56 800                                                        | 160 000                                                            | 43 000                                             | 111 000                                           | 75 000                                                       | 128 200                                                            | 136 000                                       | 110 000                                       |
| Максимална проектна скорост (на изпитанията), възела | 28                                                            | 31 (31,5)                                                          | 21,4                                               | 29,5 (31,06)                                      | 27 (28)                                                      | 30 (31,3)                                                          | ? (30,5)                                      | 28                                            |
| Далечина на плаване, мили (на скорост, възела)       | 19 000 (18)                                                   | 7100 (19)                                                          | 7000 (10)                                          | 16 400 (17)                                       | 6400 (13)                                                    | 4700 (14)                                                          | 10 000 (18)                                   | 15 600 (10)                                   |
| Въоръжение                                           |                                                               |                                                                    |                                                    |                                                   |                                                              |                                                                    |                                               |                                               |
| Главен калибър                                       | 2×3 – 283-мм/52                                               | 3×3 – 283-мм/54,5                                                  | 5×2 340-мм/45                                      | 2×4 330-мм/52                                     | 2×3, 2×2-320-мм/44                                           | 3×3 – 381-мм/50                                                    | 4×2 – 356-мм/45                               | 1×2, 2×4 – 356-мм/45                          |
| спомагателна и зенитна артилерия                     | 8×1 – 150-мм/55 3×2 – 88-мм/76 4×2 – 37-мм/83 10×1 – 20-мм/65 | 4×2, 4×1 – 150-мм/55 7×2 – 105-мм/65 8×2 – 37-мм/83 8×1 – 20-мм/65 | 14×1 – 138-мм/40 8×1 – 75-мм/60 4×1, 2×4 – 13,2-мм | 2×2, 3×4 – 130-мм/45 5×2 – 37-мм/60 8×4 – 13,2-мм | 6×2 – 120-мм/50 4×2 – 100-мм/47 6×2 – 37-мм/54 6×2 – 13,2-мм | 4×3 – 152-мм/55 12×1 – 90-мм/50 8×2, 4×1 – 37-мм/54 8×2 – 20-мм/65 | 14×1 – 152-мм/50 4×2 – 127-мм/40 10×2 – 25-мм | 8×2 – 133-мм/50 4×8 – 40-мм/40 6×1 – 20-мм/70 |
| Торпедно                                             | 2×4 – 533-мм ТА                                               | —                                                                  | —                                                  | —                                                 | —                                                            | —                                                                  | —                                             | —                                             |
| Авиационно                                           | 1 катапулт 2 самолета                                         | 1 катапулт 3 самолета                                              | —                                                  | 1 катапулт 3 самолета                             | —                                                            | 1 катапулт 3 самолета                                              | 1 катапулт 3 самолета                         | 1 катапулт 2 самолета                         |
| Брониране, мм                                        |                                                               |                                                                    |                                                    |                                                   |                                                              |                                                                    |                                               |                                               |
| Борд                                                 | 80                                                            | 350                                                                | 270                                                | 225 („Страсбург“ – 283)                           | 250                                                          | 70+280+36+25                                                       | 203                                           | 356…381                                       |
| Палуба                                               | 18+45                                                         | 50+95                                                              | 45+40                                              | 125+40                                            | 80 – 100                                                     | 45+102 – 162                                                       | 80 – 120                                      | 25+149                                        |
| Рубка                                                | 140                                                           | 350                                                                | 314                                                | 350                                               | 260                                                          | 280                                                                |                                               | 114                                           |
| Чело на кулите                                       | 140                                                           | 360                                                                | 250 – 400                                          | 330                                               | 280                                                          | 350                                                                | 229                                           | 324                                           |
| Барбет                                               | 125                                                           | 350                                                                | 270                                                | 310                                               | 280                                                          | 350                                                                | 229                                           | 343                                           |

## Коментари
1. ↑  Всички данни са към септември 1939 г.
2. ↑  Освен Франция, такова право получава и Италия.
3. ↑  При Дулин и Харцке се казва, че залагането на „Дойчланд“ става причината за спиране на работите по проекта. Обаче Джордан и Дюма утвърждават, че това не съответства на действителността, тъй като решението по проекта е прието в края на 1927 г., а „Дойчланд“ е заложен едва през 1929 г.
4. ↑  Във френския флот номерът на шпангоута съответва на разстоянието от него в метри до кърмовия перпендикуляр
5. ↑  Т.нар. хомогенна броня. По химическия си състав съответства на бронята „клас A“. За разлика от нея, бронята „клас B“ не е подложена на повърхностно закаляване.
6. ↑  Сведения за поставянето на радар на „Дюнкерк“ няма.
7. ↑  Разчетите за дистанцията са проведени според формулите FACEHARD и могат да се отличават от табличните и реалните стойности за бронепробиваемост на оръдията. Снарядът прониква зад броневата преграда, съхранявайки способността за детонация – взривателя е изправен, чашата на снаряда с ВВ не е разрушена.